# Friedrich Behrens

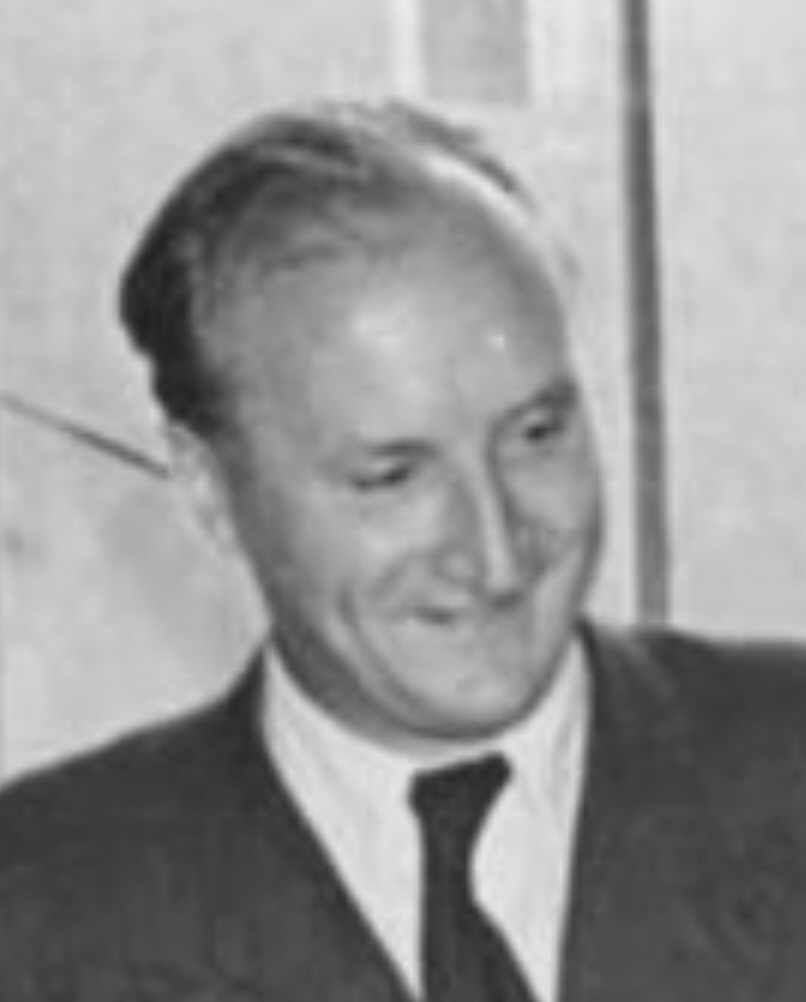
Friedrich Behrens (1953)

Friedrich Franz Willi „Fritz“ Behrens (* 20. September 1909 in Rostock; † 15. Juli 1980 in Zeuthen bei Berlin) war einer der führenden Wirtschaftswissenschaftler und einer der Hauptvertreter des Neuen Ökonomischen Systems in der DDR.

## Leben und Wirken
Friedrich Behrens absolvierte ab dem Jahr 1924 eine Ausbildung zum Maschinenbauer auf der Neptun-Werft und arbeitete ab 1928 als Maschinenassistent bei der Handelsmarine. Er war von 1924 bis 1928 Mitglied der Sozialistischen Arbeiterjugend und ab 1926 Mitglied der SPD. Er trat aus der SPD aus und schloss sich einer linken Abspaltung an, der SAPD. Im Jahr 1932 wechselte er zur KPD. Er studierte von 1931 bis 1935 Volkswirtschaftslehre und Statistik in Leipzig und promovierte 1936 mit der Arbeit Das Geldkapital in den Wechsellagen. Danach arbeitete er als Hilfsreferent im Statistischen Reichsamt, wurde 1939 zum Oberkommando der Wehrmacht dienstverpflichtet und arbeitete in den Jahren 1941 bis 1945 für das Statistische Zentralamt des Protektorats Böhmen und Mähren in Prag, zugleich unterrichtete er Statistik an der dortigen Deutschen Karls-Universität.
Im Juli 1945 wurde er für die KPD in Zwickau zum Stadtrat für Volksbildung ernannt. Im Jahr 1946 wurde er mit einem Lehrauftrag für Statistik und Politische Ökonomie an die Universität Leipzig berufen und nach seiner Habilitation 1947 Direktor des Instituts für Wirtschaftswissenschaften und Statistik sowie Gründungsdekan der gesellschaftswissenschaftlichen Fakultät der Universität. 1954 war er Mitbegründer des Instituts für Wirtschaftswissenschaften der Deutschen Akademie der Wissenschaften und von 1955 bis 1957 Leiter der Staatlichen Zentralverwaltung für Statistik, stellvertretender Vorsitzender der Staatlichen Plankommission und Mitglied des Ministerrates der DDR.
Seine Kritik am staatszentralistischen bürokratischen Führungsstil in der Wirtschaft, sein Konzept einer demokratischen sozialistischen Selbstverwaltung und seine Theorie vom Absterben der wirtschaftsorganisatorischen Funktion des Staates, formuliert im Buchmanuskript Zur ökonomischen Theorie und ökonomischen Politik in der Übergangsperiode, brachten ihm auf der 30. Tagung des Zentralkomitees der SED den Vorwurf des Revisionismus ein. Im Jahr 1957 wurde er aller staatlichen Funktionen enthoben und war seitdem als Arbeitsgruppenleiter am Institut für Wirtschaftswissenschaften der Akademie der Wissenschaften tätig. Auf der Hochschulkonferenz der SED 1958 übte er öffentliche Selbstkritik. Nachdem er erneut Zweifel an der Reformierbarkeit des Staatssozialismus geäußert hatte, wurde er im Jahr 1968 vorzeitig emeritiert. Danach arbeitete er an Konzepten für Pluralismus und Selbstverwaltung im Sozialismus und befasste sich mit den Ursachen für das Scheitern der „sozialistischen Variante des Staatsmonopolismus“.
Behrens wurde im Jahr 1954 mit dem Nationalpreis der DDR und 1964 mit dem Vaterländischen Verdienstorden ausgezeichnet. 1979 verlieh ihm die Universität Leipzig die Ehrendoktorwürde.

## Schriften (Auswahl)
- Zur Methode der politischen Ökonomie. Ein Beitrag zur Geschichte der politischen Ökonomie. Akademie-Verlag, Berlin 1952.
- Ware, Wert und Wertgesetz. Kritik und selbstkritische Betrachtungen zur Werttheorie im Sozialismus. Berlin 1961.
- Grundriß der Geschichte der politischen Ökonomie. Berlin 1962–1981.
- Ursachen, Merkmale und Perspektiven des neuen Modells der Leitung der sozialistischen Wirtschaft. Berlin 1966.
- H. Loschinski [Hrsg.]: Abschied von der sozialen Utopie. Berlin 1992.
- Günter Krause, Dieter Janke [Hrsg.]: Man kann nicht Marxist sein, ohne Utopist zu sein. Texte von und über Fritz Behrens. Hamburg 2010.